# Dicranomyia (Dicranomyia) balli
Dicranomyia (Dicranomyia) balli is een tweevleugelige uit de familie steltmuggen (Limoniidae). De soort komt voor in het Australaziatisch gebied.